# Pultenaea muelleri
Pultenaea muelleri är en ärtväxtart som beskrevs av George Bentham. Pultenaea muelleri ingår i släktet Pultenaea och familjen ärtväxter.

## Underarter
Arten delas in i följande underarter:
- P. m. muelleri
- P. m. reflexifolia